# Denov
Denov (rus: Денау / Denau) és una ciutat del sud de l'Uzbekistan. Pertany a la província de Surjandarin i és la capital del Districte de Denov. Està situada vora la frontera amb el Tadjikistan.
En el 2009 tenia 104.400 habitants. La seva economia està basada en l'intercanvi comercial amb el país veí Tadjikistan i en l'agricultura.

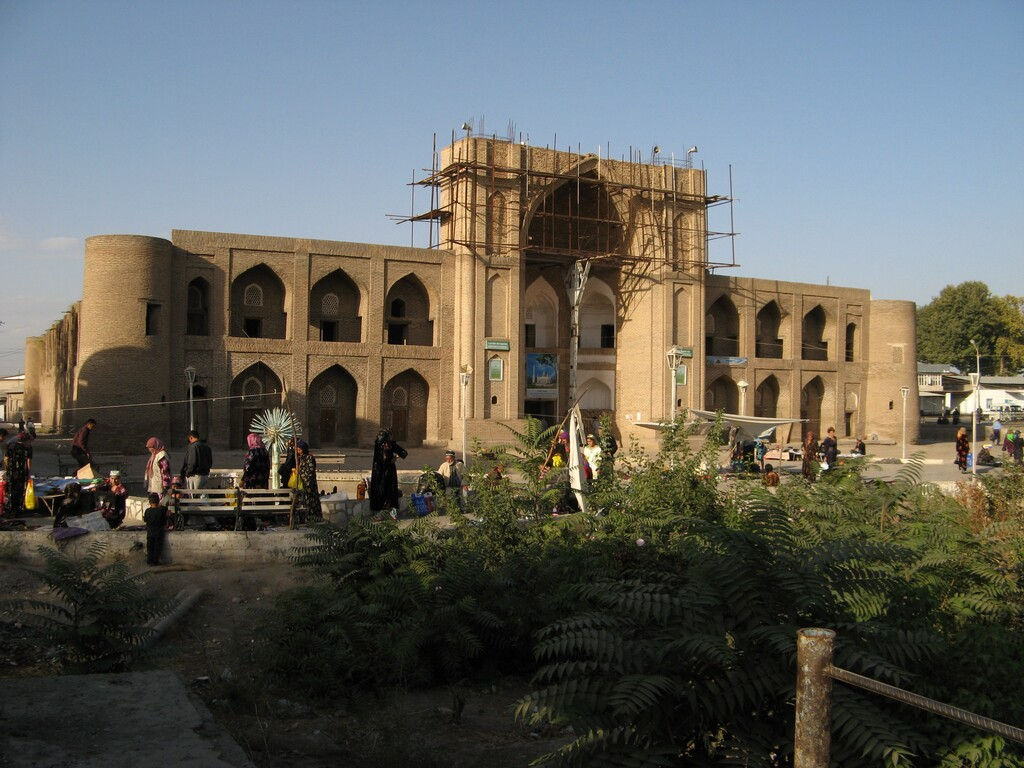
Madrassa Sayid Atalik del segle XVI
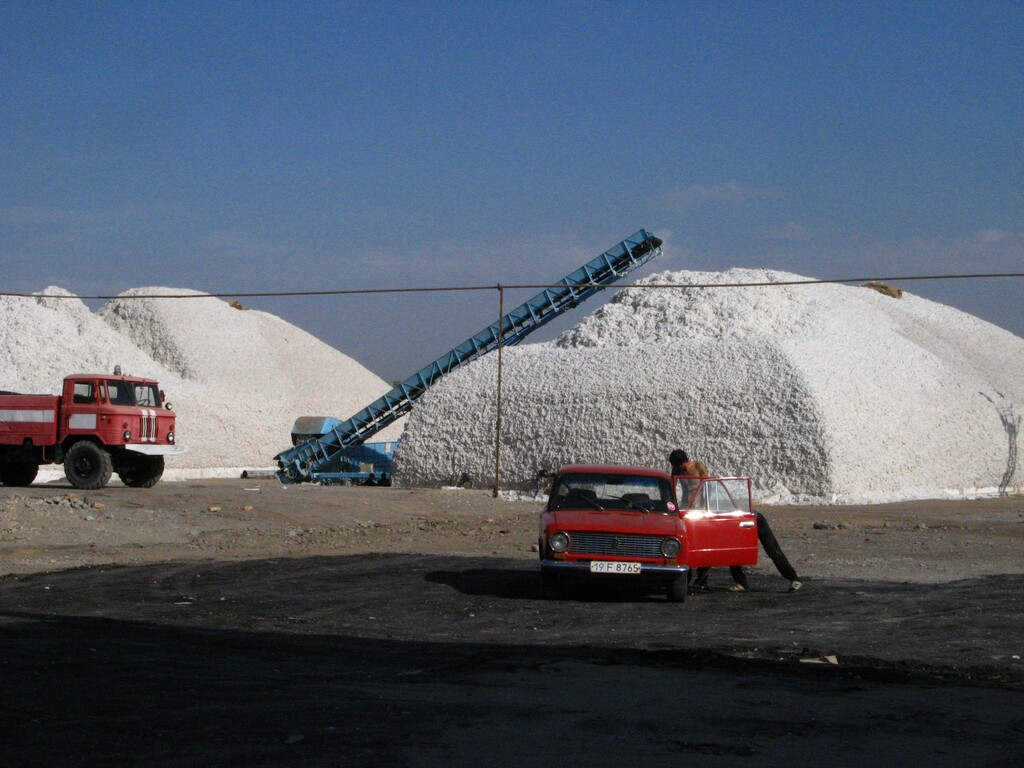
Recol·lecció de cotó